# Ida Andersen
Ida Charlotte Andersen, född 30 juni 1960, är en svensk översättare och författare.
Andersen har studerat litteraturvetenskap med inriktning på italiensk litteratur och en magisteruppsats om Giuseppe Ungaretti. Hon arbetade därefter i många år med lättlästbearbetning av svenska texter, som språkgranskare och som frilansskribent. Därefter har hon varit verksam som författare och översättare, samt kulturskribent.   
Fram till 2019 har Andersen skrivit tre diktsamlingar och en fackbok om stenmurar i Småland. 2016 kom hennes Här slutar allmän väg, som följer en tonårsflickas liv i 1970-talets Småland. 2019 års I oxögat, en historisk roman med miljön hämtad från 1700-talets fattiga Sverige och brytningstiden efter stormaktstiden, blev uppmärksammad i pressen.
Hon har en magisterexamen i Litterärt skapande. 